# Václav Karel Čabelický ze Soutic
Václav Karel hrabě Čabelický ze Soutic (německy Wenzel Karl Graf Čabelicky Freiherr von Soutice; † 30. května 1687 Praha) byl český šlechtic. Vlastnil menší statky na Příbramsku a v okolí Prahy, zastával nižší zemské úřady ve správě Českého království. V roce 1682 byl povýšen na hraběte.

## Životopis

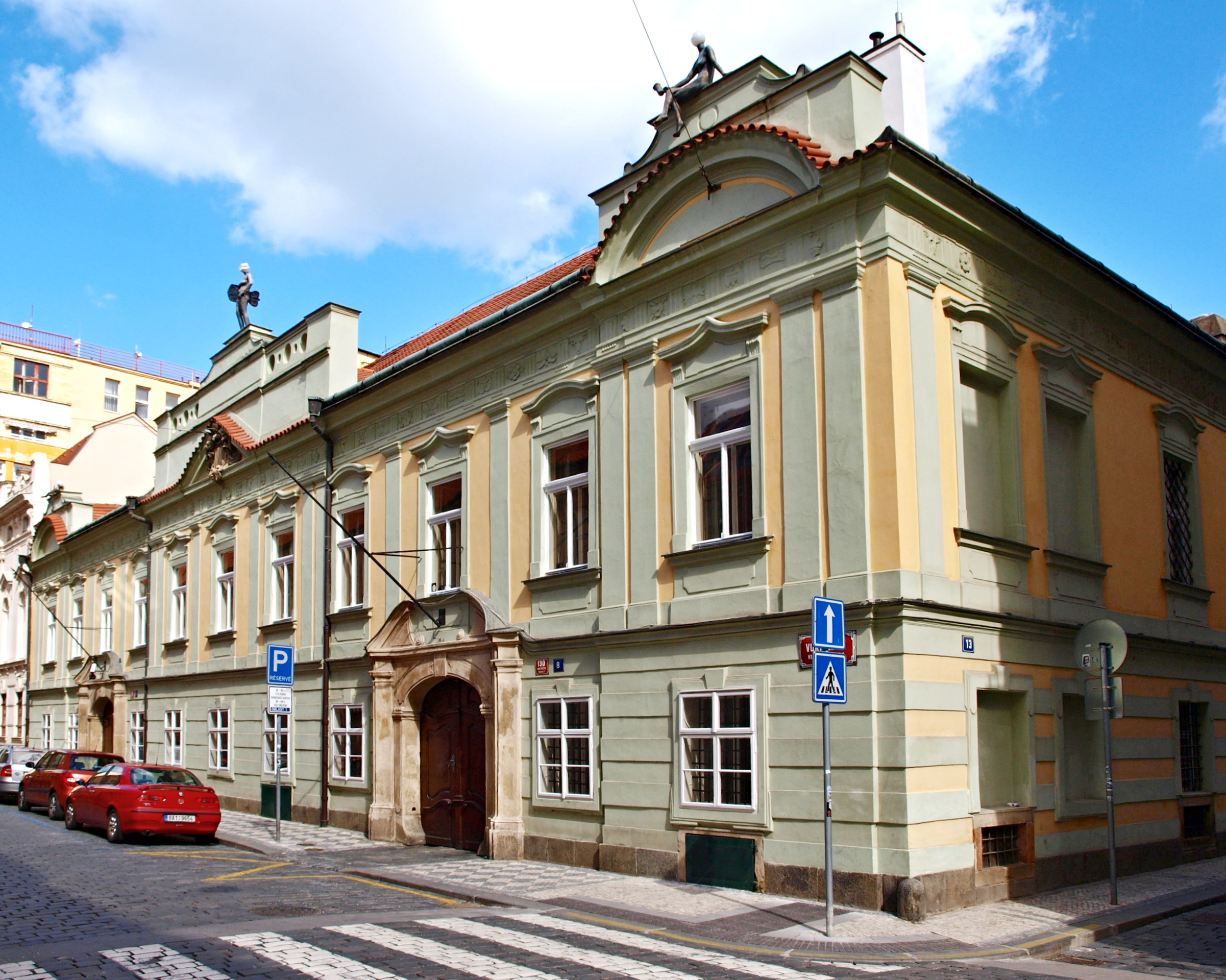
Palác Čabelických v Praze

Pocházel ze starého českého rodu Čabelických ze Soutic, byl synem hejtmana Vltavského kraje Šebestiána Karla Čabelického († 1657) a jeho manželky Kateřiny, rozené Vratislavové z Mitrovic († 1657). Spolu s otcem byl v roce 1652 povýšen do stavu svobodných pánů a o rok později byl jmenován číšníkem u císařského dvora (1653). V letech 1658–1665 zastával funkci hejtmana Vltavského kraje (kterou předtím zastával i jeho otec), v roce 1664 získal titul císařského komorníka a později se stal i císařským radou, dále byl radou dvorského a komorního soudu. Nakonec řadu let zastával úřad hejtmana Nového Města pražského (1668–1687). Císařským majestátem z 28. listopadu 1682 byl povýšen do hraběcího stavu.
Po otci zdědil Trkov, který byl v té době prosperujícím hospodářským celkem, ke statku patřil poplužní dvůr, pivovar, ovčín a panská krčma. V době Čabelických byla trkovská tvrz přestavěna na raně barokní zámek, odkud Václav úřadoval jako vltavský krajský hejtman. Trkov prodal v roce 1662, později prodal i statek Suchdol s nevelkou tvrzí zděděný po matce (1665). V této oblasti vlastnil v letech 1661–1663 krátce statek Zahrádka s tvrzí a pivovarem. V roce 1669 z pozůstalosti po Zikmundu Michnovi z Vacínova koupil panství Tloskov se zámkem. Na tloskovském panství financoval nový oltář v kostele sv. Havla v Neveklově. Jako hejtman Nového Města pražského potřeboval sídlo poblíž Prahy a v roce 1671 koupil panství Kunratice, zdejší zámek nechal postavit až jeho syn Jan Václav. Přímo v Praze byl jeho sídlem palác Čabelických ve Voršilské ulici, označovaný dnes podle pozdějších majitelů jako Deymovský palác.
Jeho manželkou byla Marie Magdalena ze Sahlhausenu, dcera dlouholetého litoměřického krajského hejtmana Gottfrieda Konstantina ze Sahlhausenu. Po otci zdědila panství Svádov, které v roce 1676 prodala za necelých 30 000 zlatých vévodovi Juliu Františkovi Sasko-Launburskému. Z jejich manželství pocházeli dva synové, Gottfried Václav a Jan Václav František. Mladší Jan Václav kvůli zadlužení prodal Kunratice (1699) a Tloskov (1707), další generace rodu pak zanikly v chudobě.
Zemřel v Praze 30. května 1687. Je pohřben v Týnském chrámu po boku svého strýce Václava, který padl v roce 1648 při obraně Prahy proti Švédům.